# Pallacanestro 3x3 ai XIX Giochi del Mediterraneo
Gli incontri di pallacanestro 3×3 ai XIX Giochi del Mediterraneo sono stati disputati nei giardini Sidi M'hamed di Orano dal 30 giugno al 3 luglio 2022.

## Podi
| Evento                                 | Oro     | Argento | Bronzo |
| Pallacanestro 3×3 maschile (dettagli)  | Francia | Serbia  | Spagna |
| Pallacanestro 3×3 femminile (dettagli) | Spagna  | Francia | Italia |